# Élections législatives malawites de 2025
Les élections législatives malawites de 2025 ont lieu le 16 septembre 2025 afin d'élire les 193 députés de l'Assemblée nationale du Malawi. Une élection présidentielle a lieu simultanément.

## Mode de scrutin
Le Malawi est doté d'un parlement monocaméral, l'Assemblée nationale, composé de 193 sièges pourvus tous les cinq ans au scrutin uninominal majoritaire à un tour dans autant de circonscriptions électorales.

## Résultats
| Parti                     | Parti                                    | Voix      | %   | +/- | Sièges | +/-           |
| ------------------------- | ---------------------------------------- | --------- | --- | --- | ------ | ------------- |
|                           | Parti démocrate-progressiste (DPP)       |           |     |     |        |               |
|                           | Parti du congrès du Malawi (MCP)         |           |     |     |        |               |
|                           | Mouvement uni de la transformation (UTM) |           |     |     |        |               |
|                           | Parti du peuple (PP)                     |           |     |     |        |               |
|                           | Front démocratique uni (UDF)             |           |     |     |        |               |
|                           | Autres partis                            |           |     |     |        |               |
|                           |                                          |           |     |     |        |               |
| Suffrages exprimés        |                                          |           |     |     |        |               |
| Votes blancs et invalides |                                          |           |     |     |        |               |
| Total                     | Total                                    |           | 100 | -   | 193    | en stagnation |
| Abstentions               |                                          |           |     |     |        |               |
| Inscrits / participation  | Inscrits / participation                 | 6 859 570 |     |     |        |               |